# Cella (prigione)

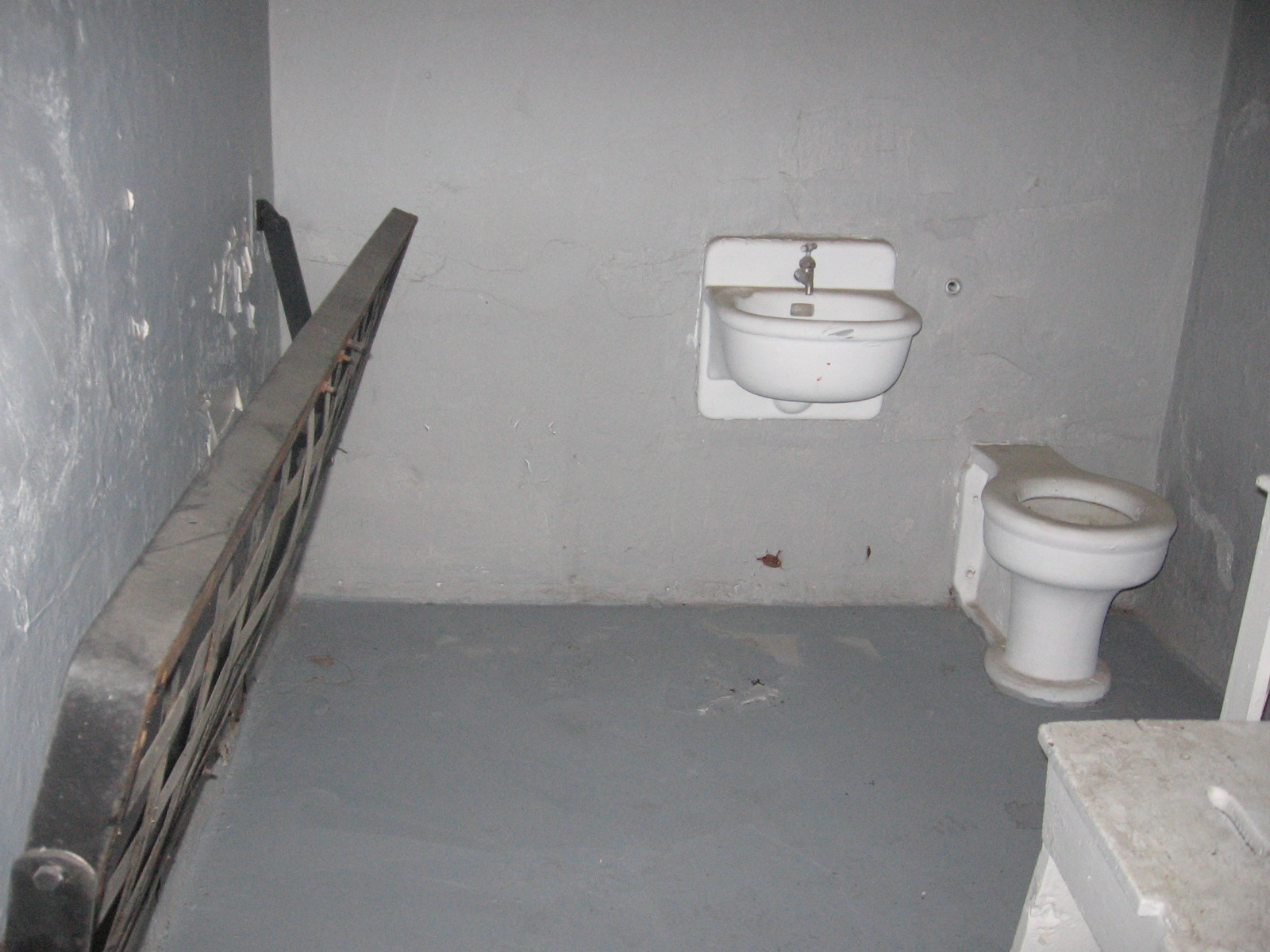
La cella di una prigione

La cella di una prigione, detta anche camera detentiva, è una stanza genericamente adibita alla detenzione di una o più persone. Vi sono, tuttavia, celle provvisorie anche in talune stazioni di polizia.

## Storia
In passato, i prigionieri venivano rinchiusi in prigioni segrete per la loro detenzione. Nelle celle di solito non vi era neppure un letto, ma solo giacigli di fortuna come un sacco di paglia. Lo scopo della reclusione era la stessa sanzione del reato commesso ed i trasgressori venivano rinchiusi quando necessario.
L'attrezzatura disponibile era spesso costituita solo da rifiuti, le condizioni igieniche erano disastrose. Le malattie e le epidemie erano largamente diffuse. La linea di demarcazione tra la pena corporale e detentiva è sempre stata poco chiara. La qualità della struttura era spesso proporzionata allo stato sociale dei trasgressori: i ricchi e anche i criminali nobili erano spesso in condizioni migliori rispetto alla gente comune.

## Descrizione
Le dimensioni di una cella variano a seconda della nazione considerata, ad esempio negli Stati Uniti d'America di solito sono circa 6 per 8 piedi di dimensione (circa 1,80 x 2,40 metri), con pareti in acciaio o in mattoni, con sbarre in acciaio verso il corridoio esterno. Porte solide possono avere una finestra che permette al prigioniero di osservare il di fuori. Mobili ed oggetti all'interno della cella sono costruiti in modo tale da non poter essere facilmente spezzati e sono ancorati alle pareti o sul pavimento, i servizi igienici sono in acciaio inox. Questi accorgimenti, sull'uso dei materiali, servono ad impedire il vandalismo o la realizzazione di armi.
In Italia il dimensionamento e le caratteristiche delle celle sono state normate per la prima volta con una legge del 1890, successivamente la legge n. 354 del 26 luglio 1975, detta anche ordinamento penitenziario ha riformato la normativa.
La polizia penitenziaria governa, in Italia,  il corpo degli agenti di custodia, comunemente detti secondini.

## Tipi di celle
In una prigione, oltre alle celle tipo che sono quelle usate quotidianamente dai detenuti, vi sono altri tipi di celle di punizione.
- cella di isolamento
- cella di rigore
- cella priva di suppellettili comunemente detta "liscia" (utilizzata per chi ha commesso importanti atti autolesionistici o tentati suicidi)

## Galleria d'immagini

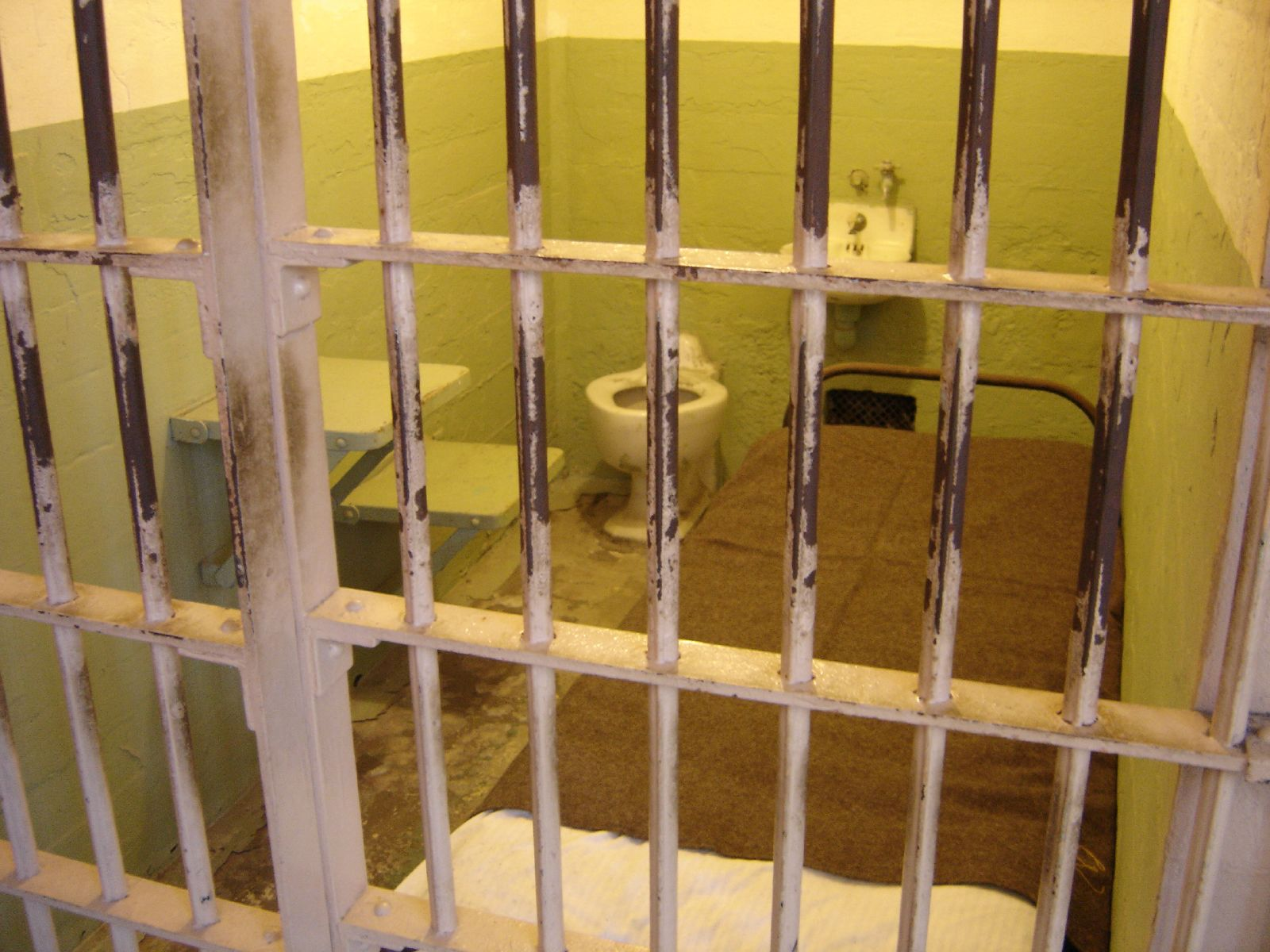
Una vecchia cella ad Alcatraz
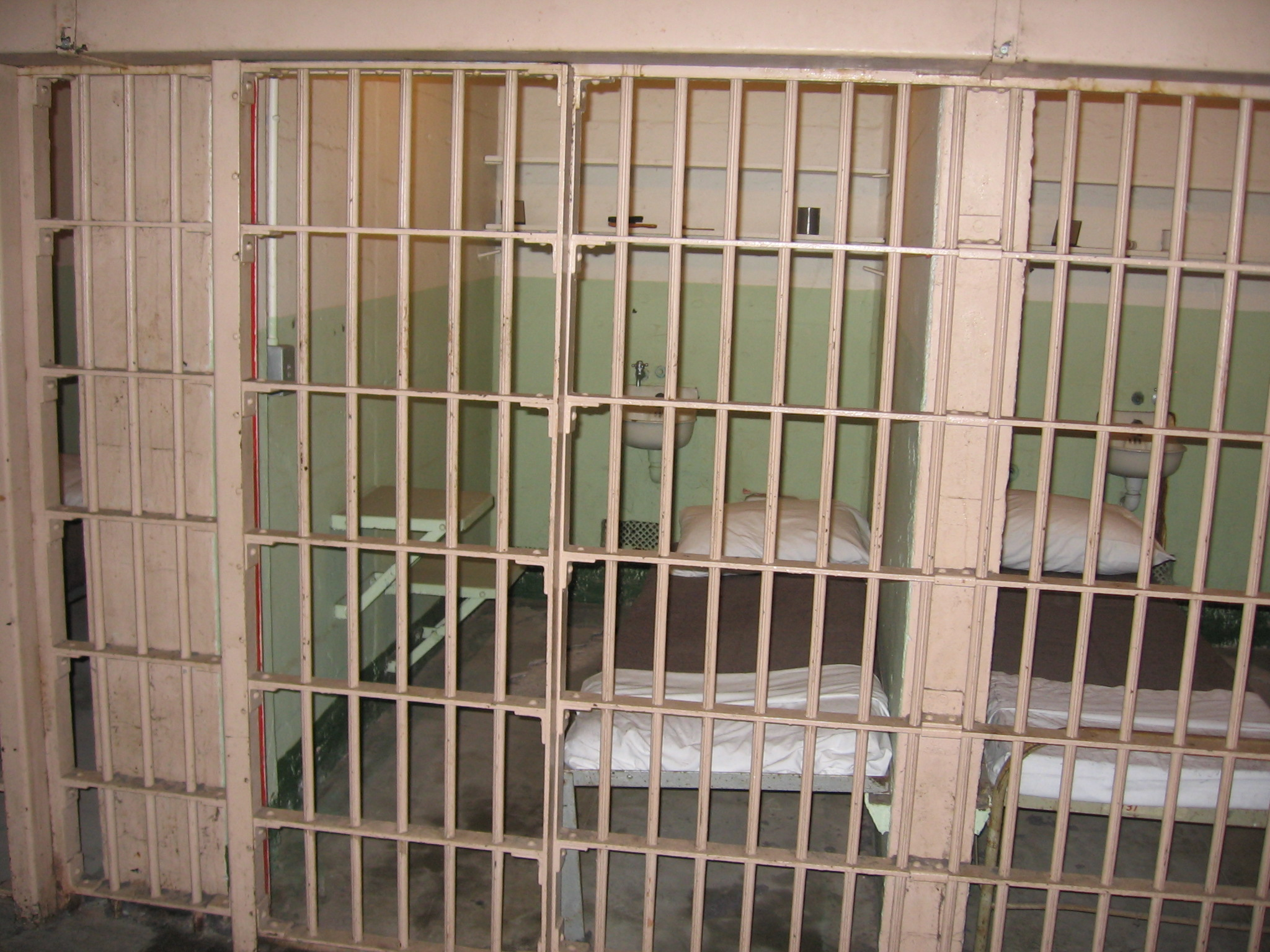
Due celle attigue
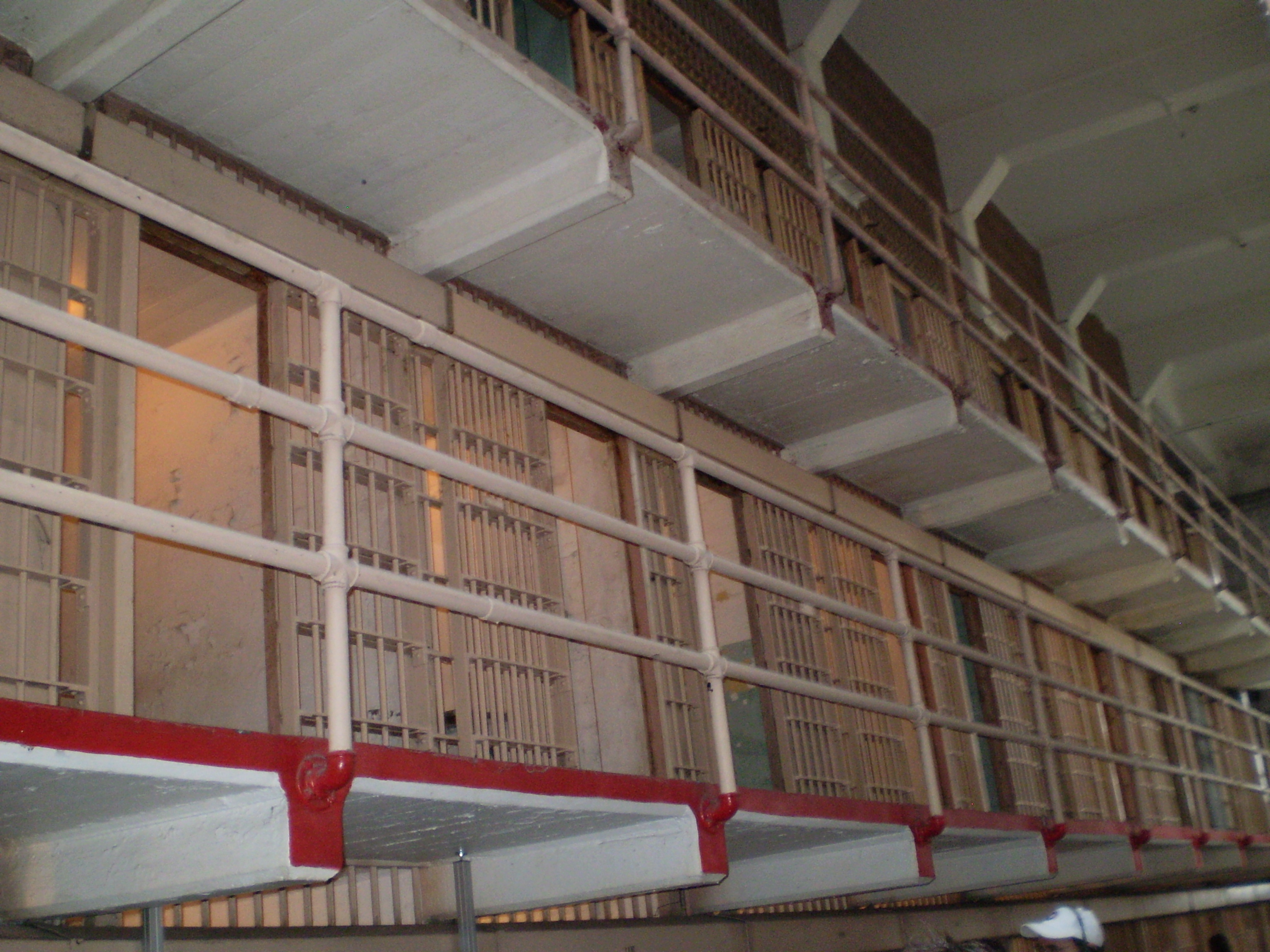
Un braccio
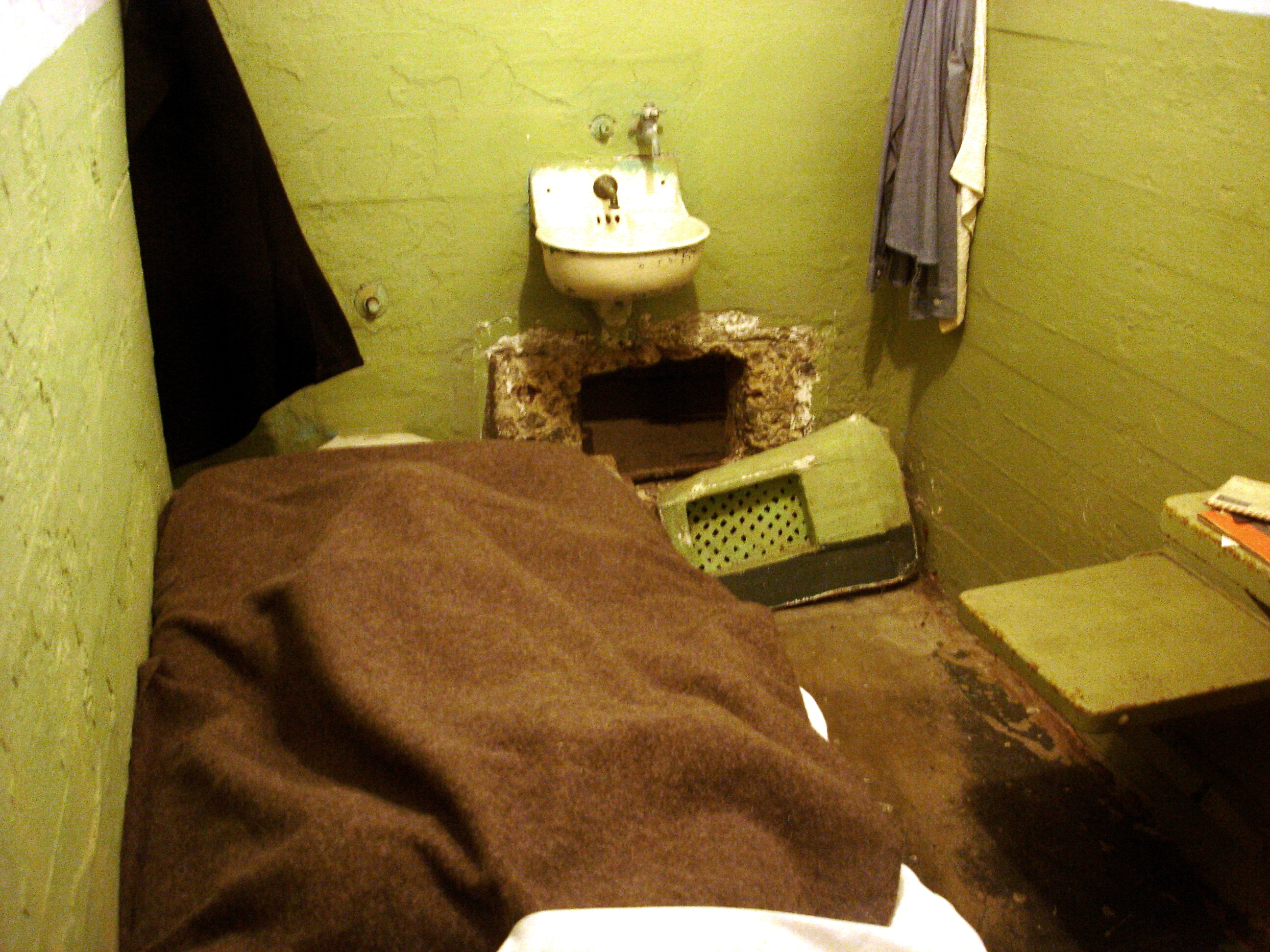
L'interno di una vecchia cella di Alcatraz